# Святий Климент Охридський (антарктична станція)
62°38′30″ пд. ш. 60°21′54″ зх. д. / 62.64167° пд. ш. 60.36500° зх. д.

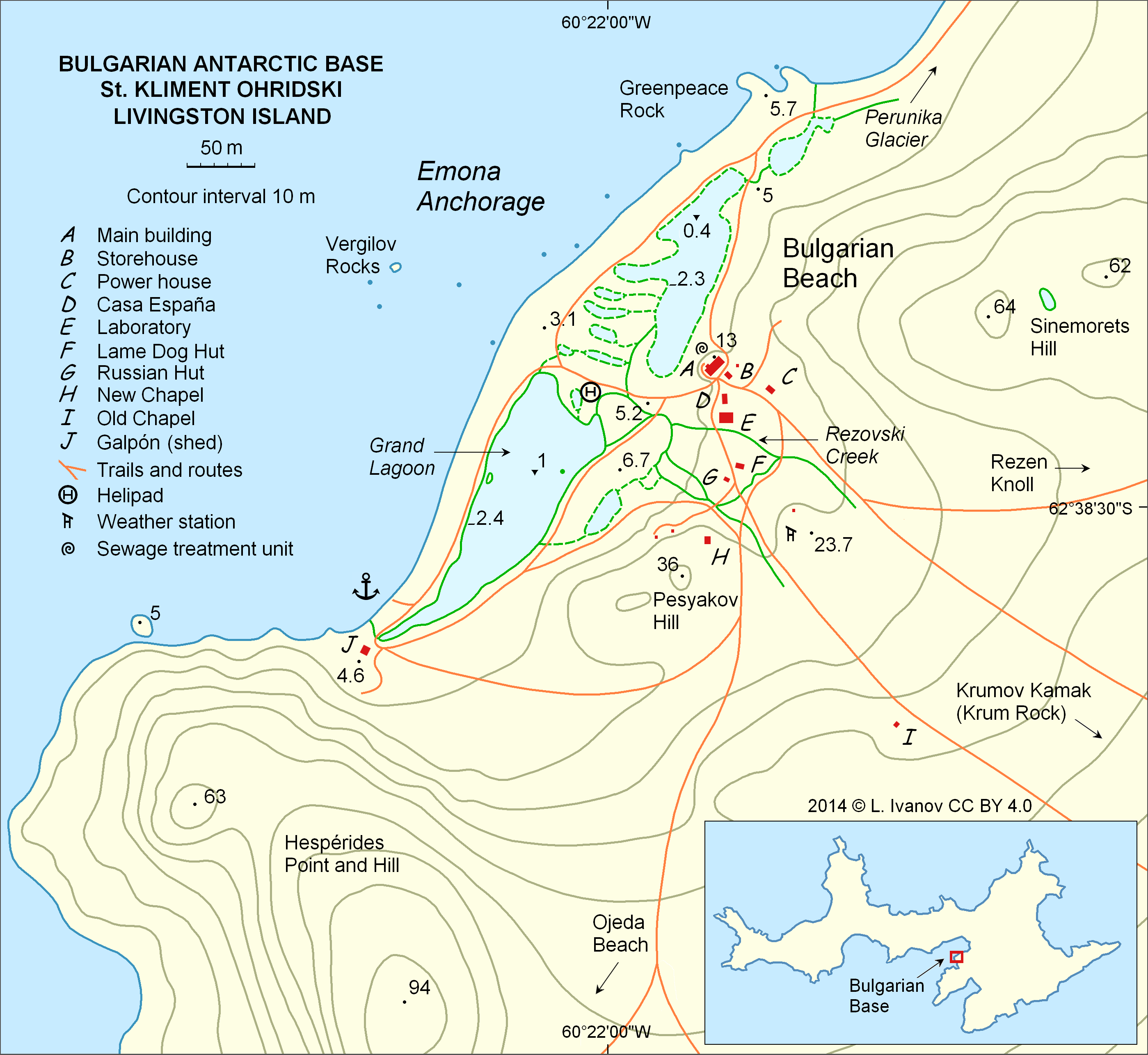
Base area and facilities in 2014

Святий Климент Охридский (болг. Світи Климента Охридського) — болгарська антарктична станція на острові Лівінгстон. Географічні координати:62°38′30″ пд. ш. 60°21′54″ зх. д. / 62.64167° пд. ш. 60.36500° зх. д..

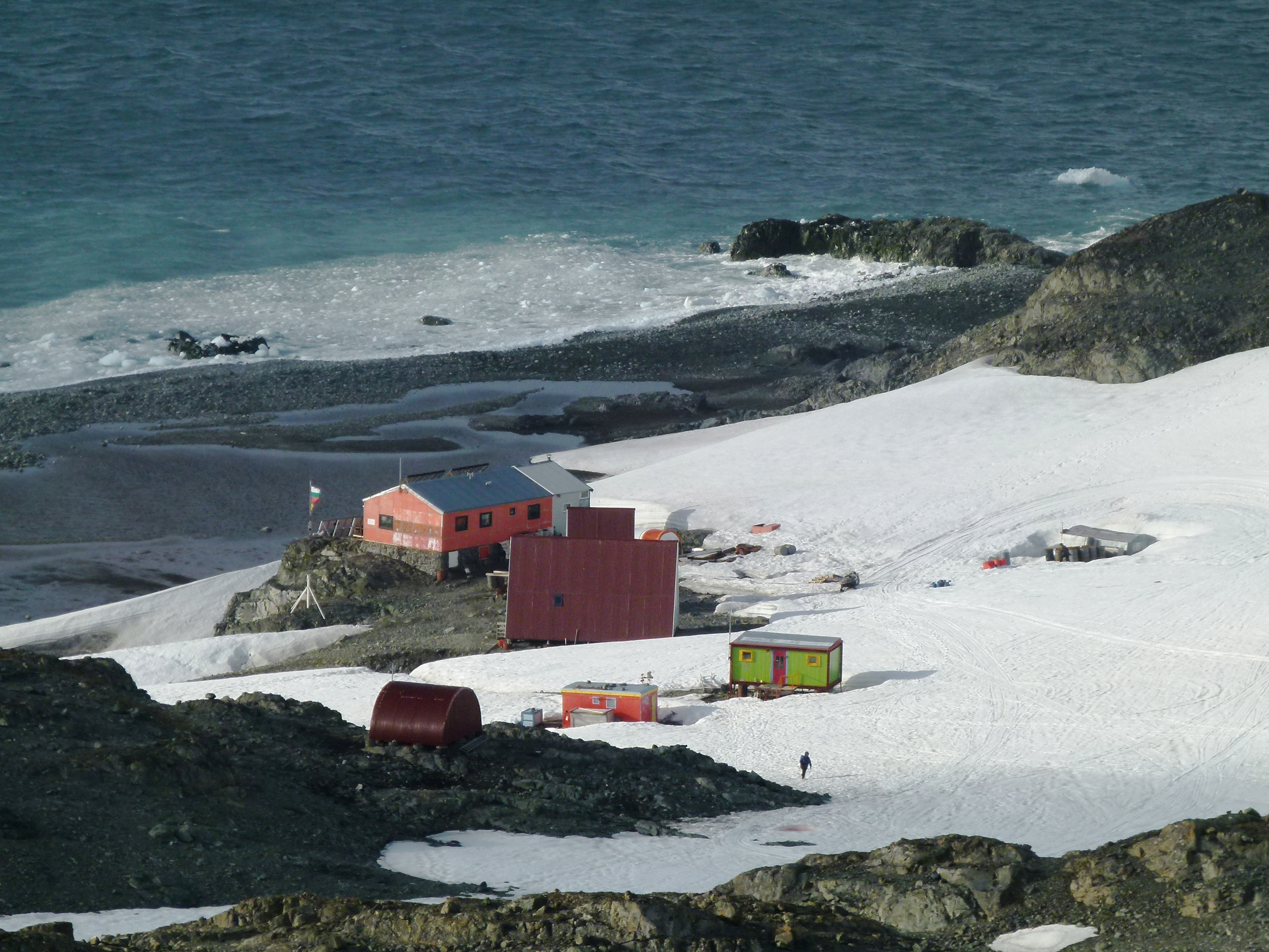
Станція у 2012 р.

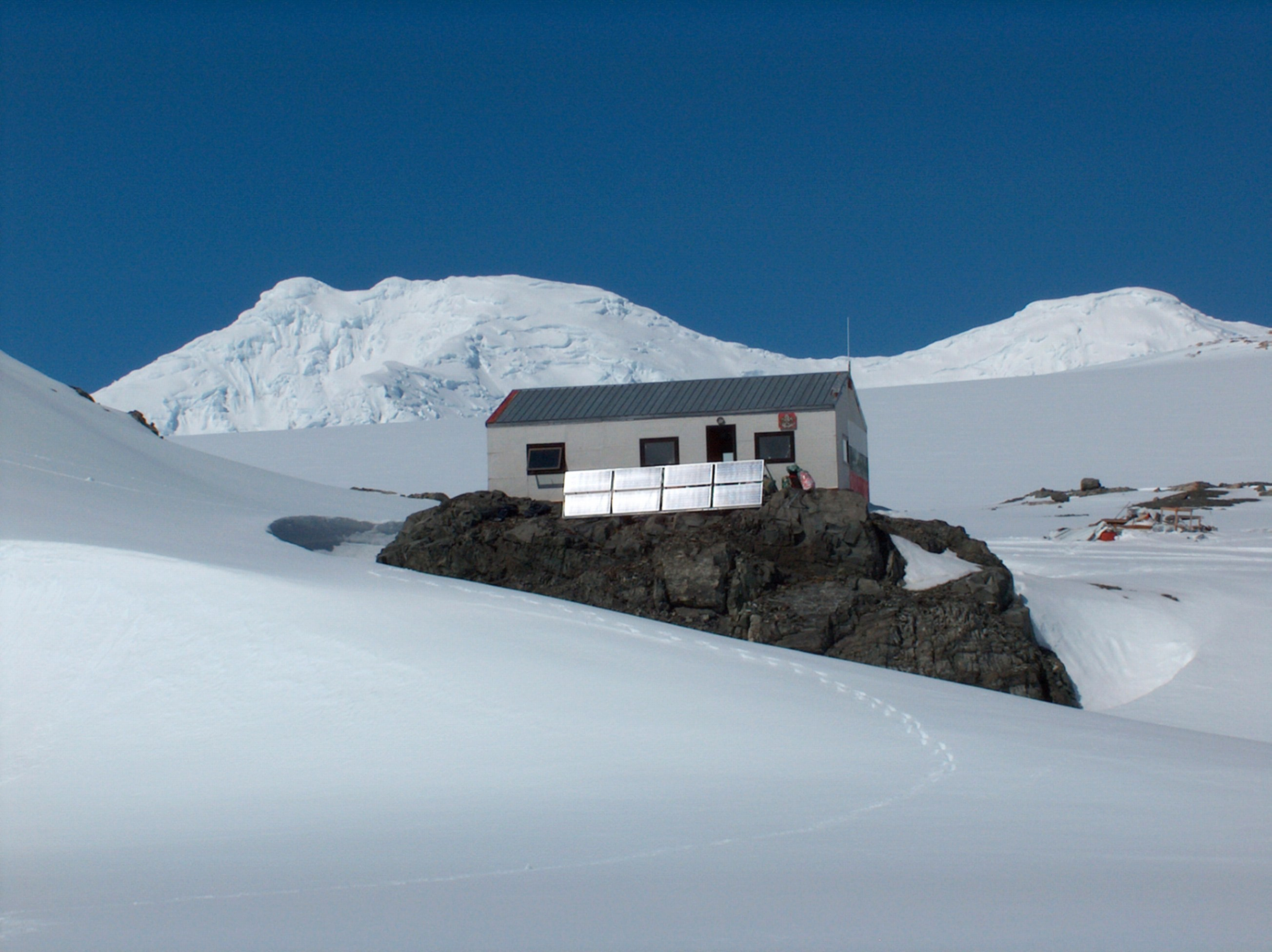
Станція Св. Климента Охридського

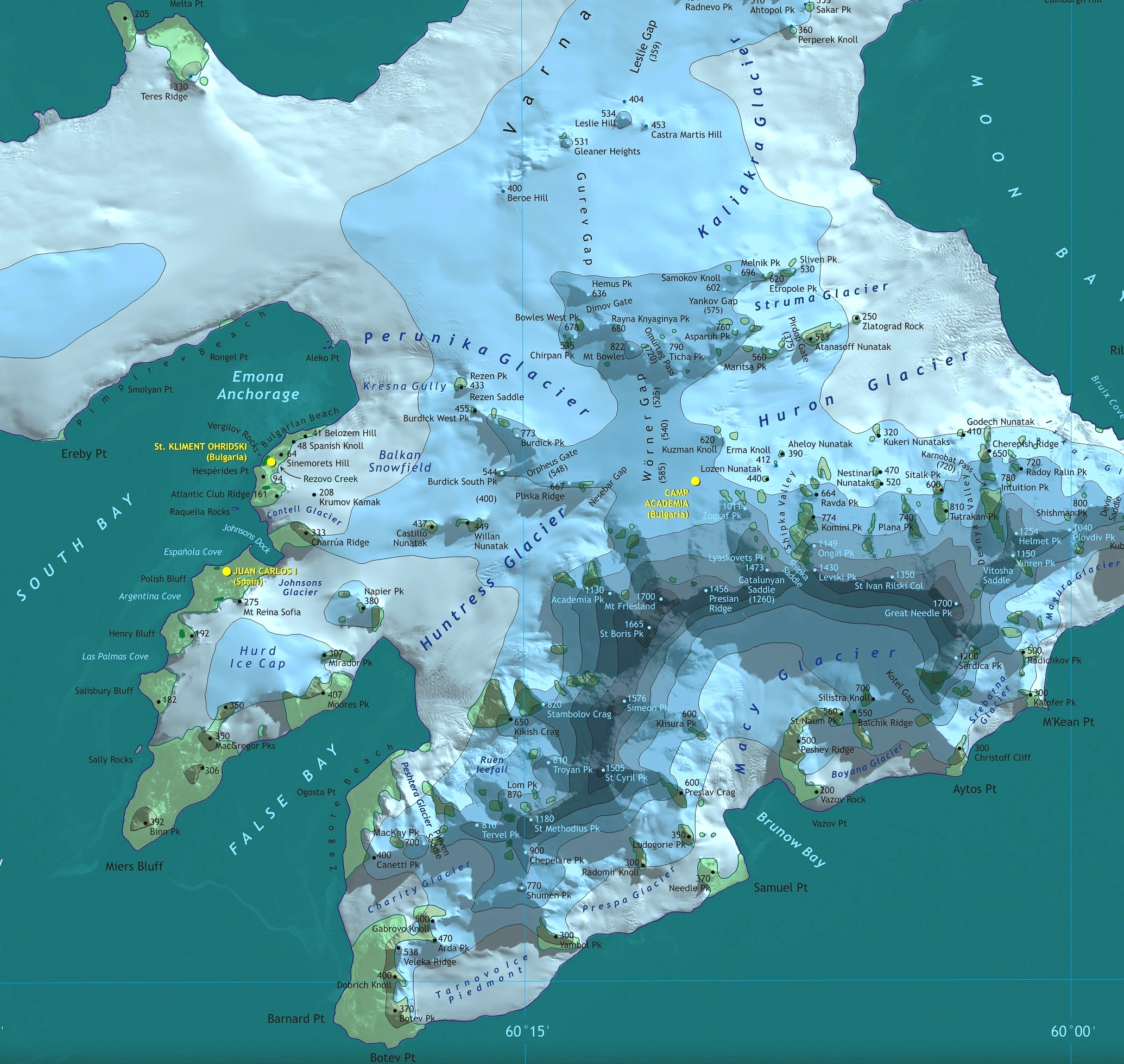
Східноцентральний район острова Лівінгстон зі станціями Св. Климент Охридский, Хуан Карлос I, і Табором Академія

Заснована в 1988 році як база Софійського університету, з 1993 року названа на честь Святого Климента (840–916) — першого єпископа Болгарії.
Станція розташована за 130 м від рейду Емони Південної затоки, яка використовується для перевезення людей і товарів надувними човнами типу «Зодіак». Влітку район станції перетинається Резівським струмком, що забезпечує водопостачання.
Після невдалої спроби висадитися біля мису Восток на північно-західному узбережжі острова Олександра, з 26 по 29 квітня 1988 року на острові Лівінгстон командою з чотирьох болгарських дослідників Антарктиди, за сприяння радянського дослідницького судна «Михайло Сомов», були змонтовані дві збірні споруди. (На знак вдячності за це, «Пагорб Песьякова» поблизу бази названий ім'ям командира судна, капітана Фелікса Олександровича Песьякова.) Споруди були відремонтовані в 1993 році, а в 1996 — 98 рр. доданий новий багатофункціональний будинок. В 2003 році на станції побудована каплиця Святого Івана (Іоанна) Рильського, яка вважається першою православною будовою в Антарктиці. З 1995 року діє пошта мт 1090 Болгарської пошти.
Станцію регулярно відвідують представники болгарських організацій, відповідальних за діяльність Болгарії в Антарктиці; у січні 2005 р. тут побував Президент республіки Георгій Пирванов.
Розташована станція дуже вдало, зі зручними сухопутними маршрутами на плато Балкан, хребти Бердік, Плиска та Боулс, гори Танграм і в інші внутрішні райони острова Лівінгстон. Табір «Академія» розташований у глибині острова, за 11 км на схід від станції «Св. Климента Охридського». Іспанська антарктична станція «Хуан Карлос I» розташована за 2,7 км на південний захід і доступна за допомогою човнів «Зодіак» або по сухопутній трасі довжиною 5,5 км.
На станції ведуться інтернаціональні геологічні, метеорологічні, біологічні, гляціологічні, медичні, топографічні і географічні дослідження. Станцію відвідують туристичні судна з мису Ханна, одного з найпопулярніших об'єктів антарктичного туризма, розташованого всього за 12 км на захід від станції.